# Vlag van Jura (departement)

Vlag van Jura

De vlag van Jura is de niet-officiële vlag van het Franse departement Jura. Net als de meeste andere departementen van Frankrijk heeft Jura geen officiële vlag, maar wordt de hier rechts afgebeelde vlag op niet-officiële wijze gebruikt. De vlag is afgeleid van het wapen van dit departement.
De vlag die bestaat uit twee delen:
1. Bovenste helft:
  - Een blauwe achtergrond met daarop een patroon van gouden rechthoekige blokken.
  - Centraal bevindt zich een gele, gekroonde leeuw met rode tong en rode klauwen. De leeuw is een prominent symbool op deze helft van de vlag.
2. Onderste helft:
  - Een rood-wit gebied. Dit deel bestaat uit een rood veld met een rij witte, omgekeerde driehoeken (punt naar beneden), die een zigzagpatroon vormen.

Het ontwerp combineert de vlag van de regio Franche-Comté met een witte driehoeken die de bergen symboliseert.
Naast deze vlag is er een logovlag in gebruik.

Vlag van Franche-Comté
Logovlag